# めぞん一刻 (パチスロ)
めぞん一刻（ -いっこく）は、高橋留美子の漫画『めぞん一刻』を題材にして、2006年11月にオリンピアからリリースされたパチスロ機（5号機）。
2009年7月にはドラマチック・パチスロと題された第2作『めぞん一刻〜あなたに会えて、本当によかった〜』が発売されている。

## 概要
稼働が増えるごとにキャラクターが増加するシステムを採用。増加したキャラクターが演出に絡めば、ボーナス信頼度が高くなる。

## 演出
- 通常ステージは「五代の部屋」「一刻館前」の2種類。
- チャンスアクションとしては「水道管修理」「四谷さんを探せ」「朱美を部屋まで送る」「宴会をやめさせる」「三鷹と五代の勝負」などが存在。
- 原作のエピソードをベースにした「ドラマチックエピソード」（「サクラサクカ!?」「キッスのある情景」「シルエットロマンス」「約束」の4エピソード）を搭載している[1]。それぞれのエピソードが最後まで展開すればボーナス放出を経て次のエピソードへと切り替わる。
- 登場人物の声は、同作品のテレビアニメ版とは別の声優が担当している。

## ボーナス
ボーナスは純増約265枚の「スーパービッグボーナス」（終了後に159回転のリプレイタイム付き）、純増約200枚の「ノーマルビッグボーナス」（終了後に51回転のリプレイタイム付き）、純増約100枚の「レギュラーボーナス」が存在。159回転のRTは一刻、51回転のRTは五代の名称から設定された回転数である。通常のリーチアクションからボーナスに到達した場合は上記3種類のいずれかが当選するが、あくまでもボーナスが当選し前述の「ドラマチックエピソード」の演出に発展した場合は必ずスーパービッグボーナスとなるがボーナスに当選していない「ドラマチックエピソード」の連続演出中にボーナス当選した場合は他のボーナス成立もあるため注意が必要。
エピソード演出クリアは「スーパービッグボーナス」が確定し、「約束」エピソードは発展した時点でクリアが確定する。

### 重複当選
毎ゲーム抽選の他、小役によって重複当選もする。重複当選の小役はリプレイ、スイカ、1枚役の3種類。
- 1枚役はオレンジ・チェリー・オレンジ（1/47.22）、および、BAR・チェリー・リプレイ（1/159.07）の2種類があり、ボーナス重複の期待度は後者が高い。
- スイカまたはオレンジ・チェリー・オレンジの1枚役での重複当選は、ビッグボーナス確定となる。
- リプレイまたはBAR・チェリー・リプレイの1枚役での重複当選は、レギュラー/ビッグボーナスのいずれかとなる。

## ボーナス出現確率
| 設定 | BIG確率 | REG確率 | 合成確率 |
| ---- | ------- | ------- | -------- |
| 1    | 1/291   | 1/874   | 1/218    |
| 2    | 1/273   | 1/874   | 1/208    |
| 3    | 1/257   | 1/874   | 1/199    |
| 4    | 1/245   | 1/874   | 1/192    |
| 5    | 1/232   | 1/874   | 1/184    |
| 6    | 1/228   | 1/655   | 1/169    |

※各数値はメーカー発表値。

## その他
- オリンピアの公式サイトから、パチスロの有料でアプリを入手できる。
- ゲームセンターでも設置されていることもあるが、多少の仕様変更がされている。